# 約瑟 (舊約聖經)

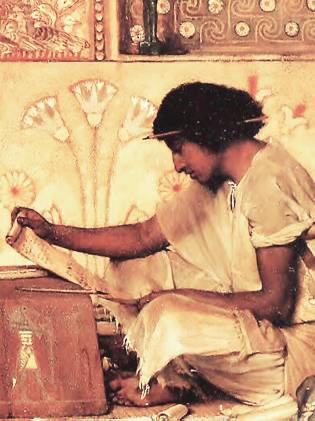
約瑟

約瑟 天主教會譯為若瑟 （有別於新約中的 聖若瑟）（公元前 ? ~ 公元前1657年）（標準 Yosef 提比里安发音 Yôsēp；"He（主）加添/將增添"，Iōsēph）是《希伯来圣经創世紀》以及《可兰经》中的人物。是亞伯拉罕宗教中的重要人物，包括猶太教、基督教及伊斯蘭教，都認為他是一位重要的人物。

## 簡介
約瑟是亞伯拉罕的曾孫、以撒的孫子，雅各的第十一个兒子。雅各的同父母（以撒和利百加）的孿生兄弟以掃（以東）的姪子。也是雅各所宠爱的拉结所生的两个中的第一個儿子（另一个是便雅悯）。他亦是以色列人的最後一位祖先。
約瑟較為人熟悉的是因為他十七歲時（創世記三十七章），雅各為他製作著名的彩衣（雖這可能只是對希伯來文「袖」音譯，是一種特別的稀有物料制成的衣物，祭司或王子服） 和他解夢的能力（解夢在古代是代表預知未來的能力、或隱含神的旨意）。他之後被同父異母的哥哥們因為嫉恨合謀賣給以實瑪利人為奴，後在法老守衛隊長波提乏手下做管家，波提乏對约瑟十分照顾，把全家的家務事都交给了他。後来由於约瑟長相俊美，波提乏的妻子欲勾引约瑟，约瑟不從，反被波提乏妻子陷害，最後入狱。在入獄期間，他曾為酒政及膳長解夢，稱三天後酒政被釋放，而膳長則被處死，最後都應驗。
隨後他繼續被長期監禁，酒政推薦其協助法老解夢後，據《聖經》三十歲獲法老任命為埃及的長官（聖經的中文譯本常譯為「宰相」、「相國」或「首相」，實際上可能只是埃及一個高級官員，比如大內總管或維齊爾）及首席王室顧問。他的解夢能力使埃及能在幾年大豐收期間，為之後的七年大饑荒之前做好準備。後來迦南地區也發生饑荒，他的十名兄長便往埃及買糧，在第二次會面之時約瑟曾試探兄長，後見兄長已改過向善，跟當初不同。約瑟遂與他們相認，之後，約瑟就把家人接往埃及生活。

## 約瑟與兄弟
約瑟對他們說：『請聽我所做的夢：我們在田裡捆禾稼，我的捆起來站著，你們的捆來圍著我的捆下拜。』他的哥哥們回答說：『難道你真的要做我們王嗎？難道你真的要管轄我們嗎？』他們就因為他的夢和他的話越發恨他。後來他又做了一個夢，也告訴他的哥哥們說：『看哪，我又做了一個夢，夢見太陽、月亮，與十一個星向我下拜。』約瑟將這夢告訴他父親和哥哥們，他父親就責備他說：『你做的這個是什麼夢！難道我和你母親、你的弟兄果然要來俯伏在地，向你下拜嗎？』他哥哥們就嫉妒他，他父親卻把這話存在心裡。他的弟兄們設局將他賣給人當奴隸，得了二十舍客勒銀子（一舍客勒約合11.25克），後來這夢就應驗了，就在約瑟被賣到埃及後，當上了埃及宰相，一人之下萬人之上，他的哥哥們都向他下拜。

## 約瑟解夢

### 酒政和膳長的夢[3]
埃及的酒政和膳長得罪了他們的法老王。法老就惱怒酒政和膳長這二臣，把他們下在護衛長府內的監獄中，就是約瑟被囚的地方。 護衛長把他們交給約瑟，約瑟便伺候他們。酒政和膳長二人同夜各做一夢，到了早晨，約瑟進到他們那裡，見他們有愁悶的樣子。他便問說：「你們今日為甚麼面帶愁容呢？」 他們對他說：「我們各人做了一夢，沒有人能解。」約瑟說：「解夢不是出於神麼？請你們將夢告訴我。」
酒政便將他的夢告訴約瑟說：「我夢見在我面前有一棵葡萄樹， 樹上有三根枝子，好像發了芽，開了花，上頭的葡萄都成熟了。法老的杯在我手中，我就拿葡萄擠在法老的杯裡，將杯遞在他手中。」 約瑟對他說：「你所做的夢是這樣解：三根枝子就是三天， 三天之內，法老必放你出獄，叫你官復原職，你仍要遞杯在法老的手中，和先前做他的酒政一樣。但你得好處的時候，求你記得我，施恩於我，在法老面前提起我，救我出這監牢。我真的是從希伯來人之地被拐來的，就是在這裏，我也沒有犯過甚麼該入獄的罪的。」
膳長見夢解得好，就對約瑟說：「我在夢中見我頭上頂著三筐白餅，極上的筐子裡有為法老烤的各樣食物，有飛鳥來吃我頭上筐子裡的食物。」  約瑟說：「你的夢是這樣解：三個筐子就是三天，三天之內，法老必斬了你的頭，把你掛在木架上，必有飛鳥來吃你身上的肉。」 到了第三天，是法老的生日，他為眾臣僕設擺筵席，把酒政和膳長提出監來，使酒政官復原職，他仍舊遞杯在法老手中，但把膳長處了刑，正如約瑟向他們所解的話。
但酒政卻忘了約瑟的幫忙，直到法老王做了無人能解釋的怪夢，酒政才向法老王推薦約瑟。

### 法老王的夢
法老對約瑟說：「我做了一個夢，卻沒有人能解釋。我聽人說，你聽了夢就能解釋。」約瑟回答法老說：「這件事不在於我。天主自會向法老宣告平安。」法老對約瑟說：「我夢見我站在河邊，有七隻母牛從河中上來，又肥壯又美好，在蘆荻中吃草。 隨後又有七隻母牛上來，軟弱、醜陋又乾瘦，在埃及遍地我沒有見過這樣不好的。這又乾瘦又醜陋的母牛吃盡了那先前的七隻肥母牛， 吃了以後卻看不出是吃了，那醜陋的樣子仍舊和先前一樣。我就醒了。我又夢見一棵麥子，長了七個穗子，又飽滿又佳美。隨後又長了七個穗子，枯槁細弱，被東風吹焦了。 這些細弱的穗子吞了那七個佳美的穗子。我將這夢告訴了術士，卻沒有人能給我解說。」
約瑟對法老說：「法老的夢乃是一個預言，神已將所要做的事指示法老了。七隻好母牛是七年，七個好穗子也是七年。這夢乃是一個。 那隨後上來的七隻又乾瘦又醜陋的母牛是七年，那七個被東風吹焦的穗子也是七年，都是七個荒年。這就是我對法老所說，神已將所要做的事顯明給法老了。埃及遍地必來七個大豐年，隨後又要來七個荒年，甚至埃及地都忘了先前的豐收，全地必被饑荒所滅。 因那以後的饑荒甚大，先前的豐收就沒有感覺了。至於法老兩回做夢，是因神命定這事，而且必速速成就。所以法老當揀選一個有聰明有智慧的人，派他治理埃及地。法老當這樣行，又派官員管理這地，當七個豐年的時候，徵收埃及地的五分之一，叫他們把將來豐年一切的糧食聚斂起來，積蓄五穀，收存在各城裡做食物，歸於法老的手下，所積蓄的糧食，可以防備埃及將來的七個荒年，免得這地被饑荒所滅。」。法老於是任命約瑟治理埃及全地，並給他起名叫撒發那忒．巴內亞，又把安城的祭司波提非拉的女兒亞西納，給約瑟為妻。
埃及的七個豐年一結束，七個荒年就來了，正如約瑟所說的，各地都有饑荒，惟獨埃及全地有糧食。及至埃及全地有了饑荒，眾民向法老哀求糧食，法老對他們說：「你們去找約瑟，凡是他說甚麼，你們就作甚麼。」當時饑荒遍滿天下，約瑟就開了各處的糧倉、糶糧給埃及人。

## 約瑟的後代
約瑟在埃及地和雅各重逢前，神已為約瑟預備道路賜福傳道事工，其妻安城(埃及)祭司之女亞西納為他生了兩個兒子，瑪拿西和以法蓮，兩人日後在聖經中被當作兩個支派分別列出，這是因為雅各聖職聖徒聖靈恩賜支持了約瑟長子名分。按照托拉長子能得到兩分產業。所以約瑟能得到兩個支派繼承土地的權利。這正好因利未支派不能繼承地土（他們須在聖殿事奉），因此最後仍有十二個支派。惟最終大衛王是由猶大支派所出。

## 文學作品
- 約瑟傳說：夢境之王，2000年的美國動畫歌舞劇情片

## 音樂劇
- 約瑟的神奇彩衣，1967年的音樂劇